# Aiakas
Aiakas es un género de peces de la familia Zoarcidae en el orden de los Perciformes.

## Especies
- - Aiakas kreffti  Gosztonyi, 1977
  - Aiakas zinorum  Anderson & Gosztonyi, 1991

.